# Spaans-Amerikaanse Oorlog
De Spaans-Amerikaanse Oorlog was een reeks van vijandelijkheden tussen Spanje en de Verenigde Staten in 1898. Ze speelden zich af op diverse plaatsen in de wereld en leidden tot de onafhankelijkheid van Cuba en de Filipijnen. 
De ontploffing van het Amerikaanse slagschip USS Maine in de haven van Havana was de directe aanleiding tot de oorlog. Spanje verloor diverse gebieden. Cuba en Puerto Rico in de Caraïben en Guam en de Filipijnen in  Spaans-Oost-Indië.  
De oorlog betekende het einde van Spanje als koloniale grootmacht en markeerde het begin van de imperialistische politiek van de Verenigde Staten.   

## Situatie in Cuba voor 1898
Sinds 1868 brak een aantal opstanden uit in Cuba met de bedoeling de onafhankelijkheid van Spanje na te streven. De Tienjarige Oorlog duurde tot 1878. Een jaar later brak de Guerra Chiquita uit en in 1895 de onafhankelijkheidsoorlog.
Spanje was echter niet van plan de winstgevende kolonie op te geven en sloeg de opstand met harde hand neer. Geen van de strijdende partijen wist een beslissende overwinning te behalen, met als gevolg een slepende guerrillastrijd.
Omdat de rebellen de strijd alleen konden voortzetten met voedsel van de boerenbevolking, dacht de gouverneur van Cuba, Valeriano Weyler, dat het wegnemen van dit voedsel zou leiden tot het beëindigen van de strijd. Hij besloot daarom in 1896 tot verplaatsing van de boerenbevolking naar de steden waar ze verplicht werden om in afgegrendelde concentratiekampen te leven. Het was een voorbeeld van de tactiek van de verschroeide aarde. 
Door de gedwongen volksverhuizing konden de rebellen inderdaad niet langer aan voedsel komen, maar ook de gewone burger kreeg te maken met hongersnood en ontbering. Vele 'reconcentrados' bezweken aan honger en ziekte.  
Op een bevolking van 1,6 miljoen Cubanen kwamen uiteindelijk tussen de 120.000 en 400.000 burgers om.

## Onrust in de VS
De strijd op Cuba haalde in de Verenigde Staten al gauw de voorpagina's van de sensatiepers, die met schreeuwende, vette koppen steevast aandacht aan misdaad, schandalen en ongelukken schonk, en dezelfde methode hanteerde om de wantoestanden op Cuba aan de kaak te stellen. Berichten over de rampzalige concentratiekampen wekten alom afschuw en sterkten veel Amerikanen in hun overtuiging dat het kolonialisme had afgedaan: de opstandelingen hadden recht op een onafhankelijk Cuba. Maar terwijl de boulevardpers Spanje als de boeman afschilderde, was de opinie blind voor de misdaden die de rebellen begingen. Het rooskleurige beeld van heldhaftige guerrilla’s liet geen berichten toe over afpersing van de boerenbevolking, noch het platbranden van akkers en het plegen van aanslagen.
Het Witte Huis was aanvankelijk niet geneigd om tussenbeide te komen, maar toen de Cubaanse crisis in 1898 escaleerde, zag de Republikeinse president William McKinley zich genoodzaakt tot ingrijpen. Een eerste incident vond plaats op 9 februari, toen de New York Journal met een primeur kwam: het blad had de hand weten te leggen op een privébrief van de Spaanse ambassadeur Enrique Dupuy de Lôme, waarin hij Madrid verzekerde dat de Amerikaanse president te zwak was om Spanje tot de orde te roepen. Nog geen week later bereikte Washington het nieuws dat het pantserschip Maine, dat op bevel van de president naar Cuba was gestuurd om Amerikaanse staatsburgers te evacueren als de situatie op het eiland uit de hand liep, in de haven van Havana was geëxplodeerd. Uiteindelijk kwamen 266 bemanningsleden om het leven. De boulevardpers was ervan overtuigd dat de Maine op een Spaanse zeemijn was gelopen. Beide incidenten deden de roep om tussenkomst alleen maar luider klinken. Spanje moest beseffen dat koloniale repressie en een aanslag als deze niet ongestraft konden blijven.
Onder druk van de pers, de publieke opinie en de Senaat besloot McKinley uiteindelijk om Spanje tot de orde te roepen. Op 27 maart eiste de president in een ultimatum aan Madrid een wapenstilstand, het sluiten van de concentratiekampen en wierp hij zichzelf op als bemiddelaar tussen Spanje en de guerrilla’s. In de hoop een oorlog te vermijden accepteerden de Spanjaarden een staakt-het-vuren en stonden ze de reconcentrados toe naar hun huizen terug te keren, maar onderhandelingen gingen hun te ver, omdat deze onder Amerikaanse auspiciën onvermijdelijk zouden uitdraaien op onafhankelijkheid.

## Motieven
Washington nam geen genoegen met de Spaanse concessies, omdat het de pas afsneed naar een Cubaanse onafhankelijkheid. President McKinley vroeg daarom aan het Congres om een oorlogsverklaring. Op 20 april verleende het Congres toestemming om manu militari tussen te komen als Spanje zijn troepen niet zou terugtrekken. Om tegenstanders van de interventie te paaien werd in een amendement vastgelegd dat de Amerikaanse tussenkomst niet mocht uitdraaien op annexatie van Cuba.
Historici vinden de humanitaire claim die Washington aanvoerde voor de interventie niet altijd geloofwaardig; andere motieven speelden zeker een rol. Om te beginnen was de Republikeinse Partij eind 19e eeuw in de ban geraakt van het Manifest Destiny, een stroming die volhield dat het lot de Verenigde Staten had voorbeschikt tot een grote mogendheid uit te groeien, die zich kon meten met de Europese imperia. Daarnaast hadden de ideeën van vlootadmiraal Alfred Thayer Mahan aan invloed gewonnen, die naar voorbeeld van het Britse Rijk pleitte voor een grote vloot met zowel koopvaardijschepen als slagschepen, en havens in het Caribisch en Pacifisch gebied nastreefde die een handelsimperium moesten samenbinden. Tot slot had een economische crisis in de VS begin jaren 1890 geleerd dat een overschot aan goederen op de binnenlandse markt desastreus was, dus zagen zakenlieden in de oorlog een middel om Spaanse kolonies over te nemen, die vervolgens als afzetmarkten voor Amerikaanse producten konden dienen.

## Verloop en gevolgen van de oorlog

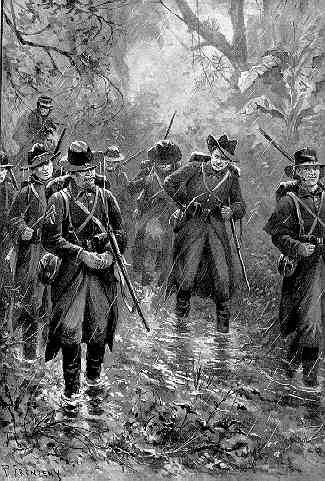
Amerikaanse soldaten op Cuba. Tekening uit de Illustrated London News

Het eerste oorlogsnieuws kwam echter uit de Filipijnen, een kolonie die evenals Cuba in handen was van de Spanjaarden. Op 1 mei slaagden Amerikaanse slagschepen onder leiding van commandant George Dewey erin de Spaanse vloot tot zinken te brengen in de Slag in de Baai van Manilla. 
Vervolgens barstte de strijd op Cuba los, waar Amerikaanse soldaten op 1 juli de heuvels rondom de stad Santiago de Cuba omsingelden en kruisers de haven blokkeerden, waarna de ingesloten Spaanse vloot op 3 juli tijdens een ontsnappingspoging werd vernietigd. De Slag bij Santiago de Cuba was een grote overwinning voor de Amerikanen. Twee weken later gaf Santiago zich over aan de Amerikanen. Het Spaanse debacle was compleet toen de Verenigde Staten van de situatie profiteerden door ook de Spaanse eilanden Guam en Puerto Rico te bezetten. Binnen drie maanden was de strijd beslecht. Na bemiddeling van Frankrijk werd op 12 augustus een staakt-het-vuren gesloten.
President McKinley stond voor een dilemma. Moesten de Amerikanen de zwaarbevochten Spaanse kolonies weer uit handen geven of als oorlogsbuit behouden? Het Teller-amendement maakte annexatie van Cuba onmogelijk, maar de Amerikanen kwamen tijdens de vredesonderhandelingen in Parijs, die in oktober van start gingen, toch met harde eisen aanzetten: Puerto Rico en de Filipijnen moesten in ruil voor een afkoopsom Amerikaanse kolonies worden. De Spanjaarden zagen geen andere mogelijkheid dan de twee gebieden uit handen te geven, terwijl Cuba een onafhankelijke staat werd. Spanje was als de grote verliezer uit de strijd gekomen, maar de wereldhistorische betekenis is vooral dat de Verenigde Staten als nieuwe imperiale mogendheid ten tonele waren verschenen.
Op 10 december 1898 werd de Vrede van Parijs getekend waarmee officieel een einde kwam aan de oorlog.